# Franz Neusser
Franz Neusser, auch Franz Neußer (* 24. Januar 1823 in Blauendorf (Bludovice), Mähren; † 22. Oktober 1912 ebenda) war Erbrichtereibesitzer und Abgeordneter zum Österreichischen Abgeordnetenhaus.

## Leben
Franz Neusser war Sohn des Landwirts und Erbrichters Ignaz Neußer († 1871). Er besuchte von 1834 bis 1837 ein Gymnasium in Kremsier und von 1837 bis 1840 eines in Olmütz, später einen landwirtschaftlichen Kurs an der Universität Olmütz. Er wurde zunächst Praktikant am Oberamt der Herrschaft Neutitschein, danach Beamter am Oberamt der Herrschaft Dürnholz. Ab 1849 war er Landwirt (eine Erbrichterei) in Blauendorf. Im Jahr 1862 war er Mitgründer und Mitglied des Ausschusses, von 1885 bis 1890 Obmann des landwirtschaftlichen Vereins Neutitschein. 1871 war er auch Mitgründer und bis 1884 Kommandant der Freiwilligen Feuerwehr Blauendorf.
Von 1852 bis 1894 war er Bürgermeister von Blauendorf.
Er war römisch-katholisch und ab 1849 verheiratet mit Anna Guerner, mit der er vier Töchter und zwei Söhne hatte.

## Politische Funktionen
Franz Neusser war vom 7. Oktober 1879 bis zum 23. Januar 1891 Abgeordneter des Abgeordnetenhauses im Reichsrat (VI. und VII. Legislaturperiode) und war dort für die Kurie Mähren, Landgemeinden 10 (Neutitschein, Fulnek, Freiberg, Weißkirchen, Leipnik, Liebau, Hof, mährische Enklaven der Gerichtsbezirke Troppau, Wagstadt, Hotzenplotz und Hennersdorf in Schlesien) zuständig.

## Klubmitgliedschaften
Franz Neusser war ab 1879 Mitglied im Klub der Vereinigten Fortschrittspartei, ab dem 19. November 1881 bei den Vereinigten Linken, ab 1885 im Deutschösterreichischen Klub und ab dem 6. November 1888 bei den deutschfortschrittlichen Vereinigten Deutschen Linken.